# Sankt Knud Lavard Skole
Sankt Knud Lavard Skole er en katolsk privatskole i Kgs. Lyngby. Skolens grundlag bygger på det katolsk-kristne livs- og menneskesyn og er en af Danmarks 22 katolske skoler. Det er en lille skole med et spor, altså en klasse på hvert trin, med højst 22 børn i hver klasse. Skolen fører eleverne frem til 9. klasses afgangsprøve, og opnår hvert år gode resultater.
Sammen med 22 andre katolske skoler i Danmark er Sankt Knud Lavard Skole organiseret i Foreningen af Katolske Skoler i Danmark. Skolen er aktiv i samarbejdet med foreningen, og har deltaget i udarbejdelsen af et nyt Fagformål og Slutmål for faget religion på katolske skoler. I reformationsåret 2017 deltog skolen aktivt i markeringen af reformationen med planlægningen af to store økumeniske gudstjenester i oktober 2017 i Roskilde og Århus Domkirker.
Skolens nabo er Sankt Knud Lavard Kirke, og skolen har fortsat et tæt og frugtbart samarbejde med kirken. De af skolens elever, der ikke er katolikker, knyttes i stedet til Lyngby Kirke.
Solsikken er skolens fritidsordning, et tilbud til elever fra børnehaveklassen til 3. klasse. Fritidsordningen har åbent hver morgen fra kl.7.00 til 8.00, hvor undervisningen starter, og igen efter skoletid fra kl. 13.20 til 17.00 (fredag til kl. 16).
Skolens bestyrelse består af 5 medlemmer: To udpeget af den Romersk katolske Kirke i Danmark, to medlemmer valgt af og blandt forældrene, og et medlem udpeget af sognepræsten ved Sankt Knud Lavard Kirke.

## Historie
Skolen blev grundlagt af medlemmer fra Sankt Knud Lavard Kirkes menighed i 1952, og planerne blev gennemført i 1954. Faktisk blev skolen bygget nogle år før den nuværende kirke, da grundlæggerne havde fokus på vigtigheden af værdibaseret undervisning. Skolen blev bygget på Bondebyens jord - som dengang var "rigtig bondejord" med marker omkring. Skolen er tegnet af arkitekt Carl R. Frederiksen. Skolens budget på 750.000 kr. holdt, og byggeriet blev færdigt til tiden. Skolen åbnede 10. august 1954. Arkitekten modtog Lyngby-Taarbæk Kommunes diplom for skolens smukke og enkle udformning. Det var også arkitekt Carl R. Frederiksen, som stod for bygningen af den nuværende Sankt Knud Lavard Kirke.
Skolens første telefonnummer "LYngby 6240" fra 1950erne er fortsat bevaret i det nuværende telefonnummer 4587 6240. Skolens adresse er også uændret Toftebæksvej 30, 2800 Kgs. Lyngby.
De første mange år var skolens ledelse og mange undervisere Sankt Joseph-søstre, som også boede på skolen. Efter 1966 har skolen været uden faste ordensfolk tilknyttet. Skolen har stadig en klar, katolsk profil, og omkring en tredjedel af eleverne er katolikker.
Den forrige skoleleder Christa Bonde begyndte i 2002, og viceskoleleder Jean-Pierre Tuxen er ny skoleleder fra april 2024. Det er en overgang, bestyrelsen har arbejdet på i flere år. Det fine skift blev fejret med flere arrangementer på skolen omkring månedsskiftet fra marts til april 2024.
Skolen søger nu en ny viceskoleleder.